# Плевронянки
«Плевроня́нки» или «Плевронии» (др.-греч. Πλευρωνίαι) — трагедия древнегреческого драматурга Фриниха (конец VI — начало V века до н. э.) на сюжет, связанный с этолийскими мифами. Её текст полностью утрачен.
Сюжет пьесы связан с мифом о калидонской охоте. Герои со всей Эллады собрались в Этолии, чтобы убить огромного вепря, опустошавшего калидонские поля. Когда зверь был убит, началась распря из-за его шкуры, в которой сын калидонского царя Мелеагр убил братьев своей матери Алфеи, а позже погиб сам. По словам Павсания, Фриних первым ввёл в этот классический сюжет новый мотив: в «Плевронянках» богини судьбы мойры вручают Алфее головню, в которой заключена жизнь её сына Мелеагра, и она, узнав о гибели братьев, в гневе бросает эту головню в огонь.
Судя по названию, хор в этой трагедии состоял из плевронских женщин (возможно, пленниц). По одной из гипотез, действие пьесы происходило во время осады Плеврона, то есть по общему событийному фону «Плевронянки» должны были иметь заметное сходство с трагедией Эсхила «Семеро против Фив».